# August Rautenberg
August Rautenberg (* 28. April 1886 in Hörde; † 16. April 1957 in Bochum) war ein deutscher Politiker (SPD).

## Leben
Der Sohn eines Schmieds besuchte die Volksschule und absolvierte im Anschluss eine Schmiede- und Dreherlehre in Welper. 1911 schloss er sich der Freien Gewerkschaft an und im selben Jahr trat er in die SPD ein.
Rautenberg war von 1920 bis 1933 hauptamtlicher Beigeordneter des Amtes Blankenstein, seit 1920 Mitglied des Deutschen Gemeindetages und seit 1921 Mitglied des Deutschen Landkreistages. Des Weiteren war er von 1921 bis 1933 Mitglied des Hauptausschusses und des Präsidiums des Preußischen Landgemeindetages West. 1922 verlegte er seinen Wohnsitz nach Stiepel, wo er sich in der Folgezeit für die Arbeiterwohlfahrt engagierte und 1925 die Baugenossenschaft „Heimat“ mitbegründete.
Von 1929 bis 1932 war er als Nachrücker Abgeordneter des Preußischen Landtages.
Nach der Machtübernahme der Nationalsozialisten musste Rautenberg 1933 alle politischen und gesellschaftlichen Ämter niederlegen und 1934 zudem auf seinen Pensionsanspruch verzichten. Während der Zeit des Nationalsozialismus wurde er zeitweise inhaftiert. Ab 1939 arbeitete er als Angestellter bei der Berufsgenossenschaft in Bochum.
Nach dem Zweiten Weltkrieg wandte sich Rautenberg erneut der Kommunalpolitik zu. Am 2. Mai 1945 wurde er von den Alliierten als Amtsbürgermeister im Amt Blankenstein eingesetzt. Er hatte diese Funktion bis 1946 inne und war danach bis zu seinem Eintritt in den Ruhestand im April 1954 Amtsdirektor. Daneben war er bis 1955 Vorsitzender des Landgemeinderates Westfalen und von 1947 bis 1949 Mitglied des kommunalpolitischen Beirates der SPD.
Rautenberg war seit September 1945 Aufsichtsratsvorsitzender der Baugenossenschaft „Heimat“ in Bochum-Stiepel und seit 1946 Aufsichtsratsmitglied der Vereinigten Elektrizitätswerke Westfalen AG. Darüber hinaus bekleidete er zahlreiche Ehrenämter; er war Vorsitzender des Gemeinde-Unfallversicherungsverbandes Westfalen, Mitglied des Verbandsausschusses westfälisch-lippischer Wohnungsunternehmen und Mitglied des Wasserbeirates beim Ministerium für Ernährung, Landwirtschaft und Forsten des Landes Nordrhein-Westfalen.

## Ehrungen
Rautenberg war Träger des Großen Verdienstkreuzes der Bundesrepublik Deutschland. Im April 1956 verlieh ihm die Gemeinde Welper die Ehrenbürgerschaft. Nach seinem Tod wurde 1959 die Rautenbergstraße in Stiepel nach ihm benannt.